# Peter A.G. Nielsen
Peter Andreas Gjerluf Nielsen (født 17. december 1952 i Skjern), bedre kendt som Peter A.G, er en dansk singer-songwriter og komponist, der er mest kendt som forsanger i bandet Gnags, som han stiftede sammen med sin storebror, Jens G. Nielsen, i 1966. Han optræder desuden som soloartist og foredragsholder, ligesom han har forfattet flere bøger.

## Karriere
Nielsen blev student fra Vestjysk Gymnasium i 1971 og har en bifagseksamen i dansk fra Aarhus Universitet i 1973. I 1976 gennemførte han første del af journalistuddannelsen ved Danmarks Journalisthøjskole. Sideløbende med studierne arbejdede han med musikken og etablerede pladeselskabet Genlyd Grammofon i 1973. Senere stod han bag indspilningsstudiet Feedback Recording i 1975, bookingselskabet Rock On i 1979, SingSing Musikforlag i 1984 og managementbureauet I.C.Tain i 1991. Gnags prægede dansk rock siden 1970'erne og havde sin storhedstid i 1980'erne, hvor albummet Mr. Swing King solgte 280.000 eksemplarer.
Sammen med Gnags er det blevet til 21 albums. Sideløbende har han udgivet tre soloalbums: A.G.'s album - Normalt er han ellers cool (1979), Solo (1997) og Det Scene Show (2011). Han har desuden skrevet essays, to børnebøger og udgav i 2009 sine samlede sange i bogform. Udover Gnags' og hans 'egne' sange har han også skrevet sange til andre, blandt andet Mek Pek og Søs Fenger.
I 2016 deltog han i det populære musik tv-program Toppen Af Poppen. Dette gjorde han sammen med Ida Corr, Hanne Boel, Fallulah, Djames Braun, Lau Højen (Carpark North) og Troels Gustavsen.

## Privatliv
Peter A.G. Nielsen er storebror til  sangerinden Elisabeth Gjerluff Nielsen (1957-2022). Han er kæreste med kreativ direktør Anouska Sinding (f. 1967). Sammen har de datteren Esther (f. 2004). Han har desuden to børn fra et tidligere ægteskab. Den ene er  den Oscar-vindende filmklipper Mikkel E.G. Nielsen (f.1973).

## Hæder
Peter A.G. Nielsen er med sangen Under Bøgen optaget i den danske musikkanon. Han har desuden modtaget adskillige priser:
- Århus Orkesterforenings hæderspris 1976
- Danske Jazz-beat og folk-authorers hæderspris 1981
- B.T.'s danske rockpris 1987
- Grammy for albummet Mr. Swing King 1989
- IFPI's Hæderspris 2000.

## Diskografi
- A.G.'s album - Normalt er han ellers cool (1979)
- Solo (1997)
- Det Scene Show (2011)